# Сандија Парк (Њу Мексико)
Сандија Парк (енгл. Sandia Park) насељено је место без административног статуса у америчкој савезној држави Њу Мексико.

## Демографија
По попису из 2010. године број становника је 237.
| Група             | 2000.    | 2010.       |
| Белци             | 0 (0,0%) | 207 (87,3%) |
| Афроамериканци    | 0 (0,0%) | 1 (0,4%)    |
| Азијати           | 0 (0,0%) | 1 (0,4%)    |
| Хиспаноамериканци | 0 (0,0%) | 25 (10,5%)  |
| Укупно            | 0        | 237         |